# Pierre-René Rogue
Pierre-René Rogue (Vannes, 11 giugno 1758 – Vannes, 3 marzo 1796) è stato un presbitero francese della Congregazione della missione, condannato come prete refrattario durante la Rivoluzione francese e giustiziato. È stato dichiarato martire e fu beatificato da papa Pio XI nel 1934.

## Biografia
Ordinato sacerdote nel 1782, nel 1786 entrò tra i preti della Missione. Fu professore di teologia nel seminario di Vannes.
Come la maggior parte dei sacerdoti della sua diocesi, non prestò giuramento secondo la costituzione civile del clero e, nonostante il seminario fosse stato chiuso e la sua parrocchia soppressa, continuò a esercitare clandestinamente il suo ministero.
Fu sorpreso mentre si recava a portare il viatico a un ammalato e fu arrestato. Il tribunale rivoluzionario lo processò come prete refrattario nella chiesa di Notre-Dame du Mené e lo condannò alla ghigliottina.
Rogue fu decapitato il giorno successivo sulla piazza del mercato.

## Il culto
La causa di canonizzazione fu introdotta il 12 giugno 1929: riconosciutane l'autenticità del martirio, fu proclamato beato da papa Pio XI il 10 maggio 1934.
Il suo elogio si legge nel Martirologio Romano al 3 marzo.